# Evisa pinkeri
Evisa pinkeri är en fjärilsart som beskrevs av Charles Boursin 1970. Evisa pinkeri ingår i släktet Evisa och familjen nattflyn. Inga underarter finns listade i Catalogue of Life.